# ヘラクレス (1997年の映画)
『ヘラクレス』（Hercules）は、1997年に公開されたディズニーの長編アニメーション映画作品。

## 概要
ディズニー・ルネサンスと呼ばれる時期に作られたミュージカルコメディ。原作はギリシャ神話のヘラクレスだがかなりの改変が入っているため、ストーリーはオリジナルと言っても過言ではない。またウォルト・ディズニー・アニメーション・スタジオの長編映画が日本で7月に公開されたのは1995年公開の「ポカホンタス」以来2年ぶりとなる。

## ストーリー
舞台はギリシャ神話の時代。オリンポスの神ゼウスにヘラクレスという名の子供が生まれ、多くの神が集まってヘラクレスの誕生を祝っていた。だが、オリンポスの支配を企む死者の国の神ハデスは、将来邪魔者となるであろうヘラクレスを快く思っていなかった。しかし神は不死身であるため、ハデスは部下のペインとパニックにヘラクレスを誘拐させ、人間になる薬を飲ませ人間になった彼を抹殺させようとする。人間界に連れてこられたヘラクレスは薬を飲まされるが、薬を一滴だけ飲まなかったため完全に人間にならず、生まれ持っての怪力でペインとパニックを叩きのめす。人間の夫婦に発見され、ヘラクレスは人間界で育てられることになった。
人間界で成長したヘラクレスは、怪力のために友達もできない生活を送っていたが、両親から自分が彼らの本当の息子ではないこと、拾われた時に首にかけていたメダルにゼウスの紋章が彫られていたことを知らされる。ゼウスの神殿に向かい、ゼウスと再会したヘラクレスは、神に戻るには本当のヒーローになるしかないと聞かされる。こうして、ヘラクレスのヒーローになるための修行が始まった。

## 登場キャラクター
ヘラクレス
本作の主人公。愛称はハーク。ピュアでまっすぐな若者。ゼウスの息子。生まれてすぐにハデスの陰謀で半人半神にされて人間界に捨てられ、羊飼いの優しい養父母に育てられた。神の力の怪力をコントロールできず、人々には「ヘボクレス」と呼ばれて厄介者扱いされていたが、自分がゼウスの息子と知ってヒーロー（英雄）になる夢を抱き、冒険の旅に出る。フィルに鍛えられてグッズも出るほどの人気者になり、謎の美女メグに恋をするが…。
神話と異なり、母親はアルクメネではなくヘラで、ネメアの獅子を退治こそするものの毛皮は着ない（代わりにスカーの毛皮を着る場面がある）。吹き替え声優は松岡昌宏（当時ジャニーズ事務所所属）が担当、ディズニー長編アニメーションシリーズでジャニーズ事務所の所属アイドルが起用されるのは本作が初となる。
ペガサス
ヘラクレスの誕生祝いにゼウスが雲から作った天馬。話せないがジェスチャーで意思疎通が可能で、しばしばツッコミ役をする。
ギリシャ神話ではメドゥーサが死んだ際に彼女の傷口から産まれた存在。
ピロクテテス（フィル）
半人半獣のヤギ人間サテュロス。愛称はフィル。数多くのヒーロー（英雄）を育てた敏腕トレーナーだが、踵が弱点だった自慢の弟子アキレスの敗北で挫折していた。弟子入りを希望するヘラクレスを否定しようとするが、ゼウスの雷を落とされて弟子入りを許可した。弟子の星座を作られることを夢見ている。
ヘラクレスの活躍につれて自信を取り戻し、ヘラクレスが夢を諦めかけた時には「その理屈は間違いだ！」と叱咤するが、メグはハデスの手下である噂をペガサスと共に見抜いているため、彼女のヘラクレスとの接近を許していない。ヘラクレスが真のヒーローとなり、ラストシーンでは神々にヘラクレスの星座を作ってもらって夢が叶った。
ギリシア神話でのピロクテテスはヘラクレスの親友だが、本作の役回りや容姿はケイローンのもの。
メガラ（メグ）
ヘラクレスの前に現れた謎の美女。愛称はメグ。ヘラクレスを「ワンダーボーイ」と呼ぶ。実はハデスの手下で、色仕掛けで力自慢の男や怪物を対ヘラクレスにけしかけていた。ずる賢く、容姿も妖艶な悪女風だが、ピュアな心の持ち主。死んだ恋人を救おうとハデスに魂を売ったが、助けた恋人に捨てられてハデスの手下に身を落とした過去を持つ。男性不信でヘラクレスのことも騙すつもりだったが、本気でヘラクレスを愛してしまう。元ネタはクレオーンの娘でヘラクレスの妻のメガラー。
ゼウスとヘラ
天空のオリンポスに住むヘラクレスの両親。ゼウスはオリンポスの神々の王で、鍛治の神ヘパイストスに作らせた雷を武器にする全知全能の神。生まれたばかりのヘラクレスをさらわれて悲嘆に暮れるが、人間界に落とされたヘラクレスを天から見守っていた。
ハデス
本作のディズニー・ヴィランズ。
死者の国の神。ゼウスの弟。オリンポス乗っ取りを企んでいるが、運命の三女神に「タイタン族を使ったオリンパス乗っ取り計画をヘラクレスに邪魔される」と予言され、神を人間にする薬で生まれたばかりのヘラクレスをさらわせた。ヘラクレスを殺し損ねたと知って怪物を派遣するが、これといった弱点のないヘラクレスの連戦連勝ぶりに頭を抱える。
ハイテンションなお調子者で、感情の起伏が激しいが根は暗い。髪の毛は青い炎（本人曰くカツラ）で怒り狂うと赤く燃え上がるが、吹き消されるとつるつるの禿頭になってしまう。神のくじ引きで陰気な死者の国の神に決まり、ゼウスにからかわれて鬱屈している。
最後は真のヒーローとなってメグを救出したヘラクレスに殴り飛ばされて地獄の沼に吸い込まれたものの、神なので不死身であり、エンドロールラストにため息が響いた。
ディズニーのハウス・オブ・マウスシリーズには比較的多く出演し、彼をメインゲストにした回や『眠れる森の美女』のマレフィセントとの恋愛も描かれた。
ペインとパニック
ハデスの手下の悪魔。ハデスをボスと呼んでいる。赤く太っているのがペイン、青く痩せているのがパニック。変身能力を持つ。ドジをしてはハデスにお仕置きされ、ことあるごとに八つ当たりされる。
ハデスの命令で赤ん坊のヘラクレスに神を人間にする薬を飲ませて殺そうとした。しかし、薬を一滴だけ飲ませ損ねて怪力を奪えず、ハデスに黙って人間界に捨てることにした。
ギリシャ神話でパニックの語源は、テュポーンを恐れて逃げたパン神がちぐはぐな姿に変身したこととされている。
運命の三女神
ラケシス、クロト、アトロポスの運命と寿命を司る三女神。一つの目玉で過去・現在・未来を見ることができ、ハデスに助言を行う。命の糸をハサミで切って人間の命を奪う役割を持つ。
ミューズ
物語の語り手と歌を担当する芸術の女神。歌はブラックミュージックであり、陽気で黒い肌を持つ。ヘッドバンドで髪をまとめたカリオペ、小さなポニーテールを作ったクレイオー、長い巻毛のメルポメーネ、縮れ毛のテルプシコーラ、小柄のタレイアの5人が登場。
タイタン族
かつて地上で破壊の限りを尽くした巨大な魔神たち。ゼウスに退治されて海底に封印されていたが、ハデスが運命の三女神の予言に従って封印から解き放った。
神話では、タイタン族はオリンポスの神々の親類にあたり、劇中での行動は子孫である巨人族のそれに近い。テレビシリーズでは他のタイタン族も登場している。
リトス / ロックタイタン
岩石の体を持つ双頭の亀のような魔神。
ハイドロス / アイスタイタン
氷の体を持つ細身の魔神。
パイロス / ラーバタイタン
溶岩でできた不定形の魔神。
ストラトス / トルネードタイタン
腕と目がついた竜巻のような魔神。ヘラクレスとの戦いで他のタイタン族（サイクロプスは除く）を巻き込み宇宙に放り出され爆発した。
サイクロプス
一つ目の巨人。ハデスの命令でヘラクレス抹殺に送られた。ハデスによって力を封じ込められたヘラクレスを赤子の手を捻るかのように叩きのめしたが、ヘラクレスの策で足をロープで巻き付けられて崖から転落死した。
ネッソス
河の番人のケンタウロス。味方にしようと近づいてきたメグにちょっかいを出してヘラクレスに見つかり、退治される。
ヘラクレスの養父母
ヘラクレスの人間界での両親である羊飼いの夫婦。ハデスの陰謀で半人半神にされた上で人間界に捨てられた赤子のヘラクレスを偶然見つけ、引き取った。その時ヘラクレスの常人離れした怪力を目の当たりにして驚くも、実の息子同然に可愛がり、良き理解者となる。

## キャスト
| キャラクター            | 原語版声優                                    | 日本語吹替                    |
| ----------------------- | --------------------------------------------- | ----------------------------- |
| ヘラクレス              | テイト・ドノヴァン                            | 松岡昌宏 （TOKIO）            |
| ヘラクレス（少年時代）  | 台詞：ジョシュ・キートン 歌：ロジャー・バート | 秋山純                        |
| メグ （メガラ）         | スーザン・イーガン                            | 工藤静香                      |
| フィル （ピロクテテス） | ダニー・デヴィート                            | 永井一郎                      |
| ゼウス                  | リップ・トーン                                | 若山弦蔵                      |
| ハデス                  | ジェームズ・ウッズ                            | 嶋田久作                      |
| ペイン                  | ボブキャット・ゴールドスウェイト              | 永島浩之 （いんぐりもんぐり） |
| パニック                | マット・フリューワー                          | 前島正義 （いんぐりもんぐり） |
| カリオペ                | リリアス・ホワイト                            | 竹沢敦子                      |
| タリア                  | ロズ・ライアン                                | 白石江里香                    |
| クリオ                  | ヴァネス・Y・トーマス                         | 柴田穂積                      |
| メルポメネ              | シェリル・フリーマン                          | 牧野真由美                    |
| テレプシコル            | ラ・チャンス                                  | 台詞：水谷優子 歌：藤井夕香理 |
| ヘラ                    | サマンサ・エッガー                            | 池田昌子                      |
| アンピートリオン        | ハル・ホルブルック                            | 内田稔                        |
| アルクメネ              | バーバラ・バリー                              | 久保田民絵                    |
| ヘルメス                | ポール・シェイファー                          | 江原正士                      |
| ラケシス                | キャロル・シェリー                            | 津田延代                      |
| クロートー              | アマンダ・プラマー                            | 京田尚子                      |
| アトロポス              | パディ・エドワーズ                            | 磯辺万沙子                    |
| ネッソス                | ジム・カミングス                              | 大友龍三郎                    |
| パイロス                | ジム・カミングス                              | 石塚堅                        |
| 背が高い男              | ジム・カミングス                              | 島香裕                        |
| 老人                    | ジム・カミングス                              | 北村弘一                      |
| リトス                  | コーリー・バートン パトリック・ピニー         | 荒川太朗                      |
| ハイドロス              | ジム・ウォード                                | 鈴木勝美                      |
| アポロ                  | キース・デイヴィッド                          | 鈴木勝美                      |
| ストラトス              | コーリー・バートン                            | 鈴木勝美                      |
| 焦げた男                | コーリー・バートン                            | 亀山助清                      |
| サイクロプス            | パトリック・ピニー                            | 郷里大輔                      |
| ディミトリウス          | ウェイン・ナイト                              | 藤本譲                        |
| がっしりした女          | キャスリーン・フリーマン                      | 片岡富枝                      |
| 地震女                  | メアリー・ケイ・バーグマン                    | 定岡小百合                    |
| アテナ                  | メアリー・ケイ・バーグマン                    | 定岡小百合                    |
| フリスビーの少年        | エリック・フォン・デットン                    | 石塚堅                        |
| ナレーター              | チャールトン・ヘストン                        | 森繁久彌                      |
| ペガサス                | フランク・ウェルカー                          | 原語版流用                    |
| ケルベロス              | フランク・ウェルカー                          | 原語版流用                    |
| ヒドラ                  | フランク・ウェルカー                          | 原語版流用                    |

備考
- 予告編ではヘラクレスを松本保典、メグを松本梨香が担当。

## テレビシリーズ
テレビアニメシリーズも制作された。ヘラクレスが高校に通うストーリーで、ヘラクレスがフィルの元で修行を始めてから彼とメガラが出会うまでを描く。日本ではトゥーン・ディズニーやテレビ東京などで放送され、2005年夏にリリースされたVHSとDVD「ディズニー・ヒーローズ ヒーローへの道」にもターザンと一緒に収録された。

## 主題歌・挿入歌
- 「ゴー・ザ・ディスタンス」マイケル・ボルトン（日本語吹替版では藤井フミヤがカバー）
- 「ゼロ・トゥ・ヒーロー」
- 「恋してるなんて言えない」（日本語吹替版ではメガラ役の工藤静香がカバー）
- 「A Star Is Born」
- 「ゴスペル・トゥルース」
- 「最後の夢」

## スタッフ
- 監督：ジョン・マスカー、ロン・クレメンツ
- 製作：アリス・デューイ、ジョン・マスカー、ロン・クレメンツ
- 脚本：ジョン・マスカー、ロン・クレメンツ、ボブ・ショウ、ドナルド・マッケンリー、アイリーン・メッキ
- 音楽：アラン・メンケン

## 製作
『アラジン』と同じく、劇中ではさまざまなパロディシーンが登場する（例：劇中歌「恋してるなんて言えない」では、歌担当のミューズ（ムーサ）がホーンテッドマンションの歌う胸像に扮している）。他には『アラジン』のスタッフが製作した為か、劇中でヘラクレスとメグがデートをした場所に酷似したところが、アラジンとジャスミンの魔法の絨毯デートの途中にも出ている。更にはヘラクレスが絵のモデルをしている時、頭にはライオン・キングのスカーの頭部の毛皮を被っている（ネメアの獅子の代わりか）。

### キャスティング
東京ディズニーランドでは映画公開に合わせて、スペシャルイベント「ヘラクレス・ザ・ヒーロー」が開催された。声優は映画版とは異なりヘラクレスは松本保典、メガラは松本梨香が演じており、ゲームでも続投している。その後、東京ディズニーランドにおいてヘラクレスは「ディズニー・オブ・パレード/100イヤーズ・オブ・マジック」（メガラも登場）「ワンス・アポン・ア・マウス」（前期のみ）に登場したが現在行われているショーやパレードには登場していない。一方ハデスは、ディズニー・ヴィランズとして「ミッキーのギフト・オブ・ドリームズ」、「ディズニー・ハロウィーン」などで主人公のヘラクレス以上にショーやパレードに登場している。ハデスの声は映画版の嶋田が続投しているが、初期は千葉繁が代演していた。監督のジョン・マスカーとロン・クレメンツがその他の声の出演に参加している。